# Konton on Oratorio
Singles de Yui Sakakibara
Happy⇔Lucky X’mas♪
(2009) Let's start now
(2010)
Konton on Oratorio est le 22e single de Yui Sakakibara sorti sous le label LOVE×TRAX Office le 10 février 2010 au Japon. Il arrive 86e à l'Oricon, il reste classé 1 semaine pour un total de 971 exemplaires vendus.
Konton on Oratorio a été utilisé comme thème pour le jeu vidéo Aquarian Age Perpetual Period.

## Liste des titres
| 1. | Konton on Oratorio (混沌のオラトリオ)                   | Nakayama Masato | Nakayama Masato | 3:32 |
| 2. | Bluebird Syndrome (BLUEBIRDシンドローム)                | Rucca           | Nakayama Masato | 4:01 |
| 3. | Konton on Oratorio (Instrumental) (混沌のオラトリオ)    | Nakayama Masato | Nakayama Masato | 3:32 |
| 4. | Bluebird Syndrome (Instrumental) (BLUEBIRDシンドローム) | Rucca           | Nakayama Masato | 3:58 |